# Salomon Gessner
Salomon Gessner (1. dubna 1730 Curych – 2. března 1788 Curych) byl švýcarský malíř a německojazyčný básník. Původním povoláním byl knihkupec, tomuto povolání se rok učil v Berlíně, poté se vrátil do Curychu, kde prožil zbytek života a převzal knihkupectví a tiskařský podnik svého otce. V Berlíně přičichl prvně k básnictví. Jeho poezie byla melodická a idylická, ve své době velmi oblíbená, dnes pozapomenutá. Johann Wolfgang Goethe o ní napsal: „Nedostatek charakteru s velkou grácií a dětskou vřelostí.“ Jako malíř reprezentoval klasickou krajinomalbu. V roce 1761 se stal společníkem významného nakladatelství Orell, Geßner & Cie, epicentra švýcarského osvícenství, přičemž jeho vydavatelská činnost těžila z osobních vztahů se známými spisovateli té doby. Graficky zpracoval a ilustroval mnohá díla tohoto nakladatelství. Podílel se také na založení první curyšské porcelánky. V roce 1780 založil prestižní švýcarský list Neue Zürcher Zeitung, tehdy ještě pod názvem Zürcher Zeitung.
Jeho dílo překládal do češtiny Jan Nejedlý.